# Tihanyi apátság
A Tihanyi Bencés Apátságot a Tihanyi-félsziget vulkanikus hegysorának kelet felé meredeken leszakadó peremén alapította I. András király 1055-ben, Szent Ányos és Szűz Mária tiszteletére.
Jelenleg önálló monostor a Magyar Bencés Kongregáció részeként; a 10 fős közösséget Mihályi Jeromos perjel vezeti.
Tihanynak bérctetőjén, a Balaton felett,

Sötéten és magán áll egy régi épület;

Csendes kolostorával az Úrnak temploma

Falán majd ezredévnek van vésve szent nyoma.
Alatta mély üregben nyolcszázados sír áll.

Hol álmait alussza András magyar király

## Története

### Alapítása

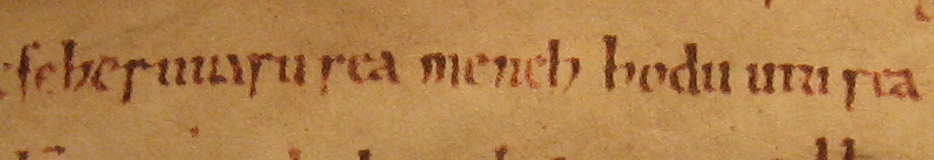
„feheruuaru rea meneh hodu utu rea” (Fehérvárra menő hadi útra) A legrégebbről fennmaradt magyar nyelvű írásos emlék, az apátság alapító iratából, 1055-ből

A monostor alapító oklevele a legrégebbi, eredeti formájában fennmaradt magyar szórványemlék. Latin nyelvű szövegében magyar szavakat, szókapcsolatokat is találunk, ezek közül a leghosszabb egybefüggő kifejezés: "feheruuaru rea meneh hodu utu rea" (Fehérvárra menő hadi útra). Az oklevelet a Pannonhalmi Főapátság levéltárában őrzik.
Az egyenes szentélyzáródású, keletelt templomhoz dél felől csatlakozott a szabályos kolostornégyszög, mely nyugaton a templomnál rövidebb volt. Napjainkra csaknem valamennyi középkori építmény úgyszólván nyomtalanul eltűnt, mintegy tucatnyi kőfaragványt és a szinte érintetlenül ránk maradt altemplomot nem számítva.

### A középkortól
A tatárjárás (1241-1242) nem okozott pusztítást az apátság épületében és birtokaiban sem. Ezt követően épült ki a kolostort körülvevő erődítmény, bár valamiféle védőfal korábban is lehetett. A kolostor életében a török-magyar harcok hoztak igazán gyökeres fordulatot. A szerzetesi élet 1534-ben megszűnt, az erődített kolostor a balatoni végvárrendszer fontos láncszemévé vált. Az ezt követő csaknem másfél évszázad alatt a szerzetesi élet minden tárgyi emléke elpusztult Tihanyban. A katonaság 1674-ben adta vissza eredeti rendeltetésének a templomot. Egy váratlan, tragikus tűzvész azonban 1683-ban a kolostori épületeket romba döntötte. A török harcok lezárulta után (1699) nem volt szükség az erődítményekre, ezért a védőműveket 1702-ben lerombolták.
1719-ben kezdődött meg az újjáépítés Wittwer Márton karmelita építész tervei szerint. Eleinte csak két lakható szoba volt a kolostorban, és egyházi szertartás céljaira csak az altemplomot lehetett használhatóvá tenni. A középkori épületeket elbontották, s több mint három évtized alatt, 1754-re fölépült a kéttornyú (35 m magas), nagy barokk templom. Ez 46 méter hosszú és 16 méter széles. Ugyanekkorra készült el az új kolostorépület is. A templom fölszentelését egy 1763-ban kitört tűzvész hátráltatta. A szószék, az oltárok, az orgonakarzat, a padok pompás faragványai igazi barokk hangulatot sugároznak napjainkban is.

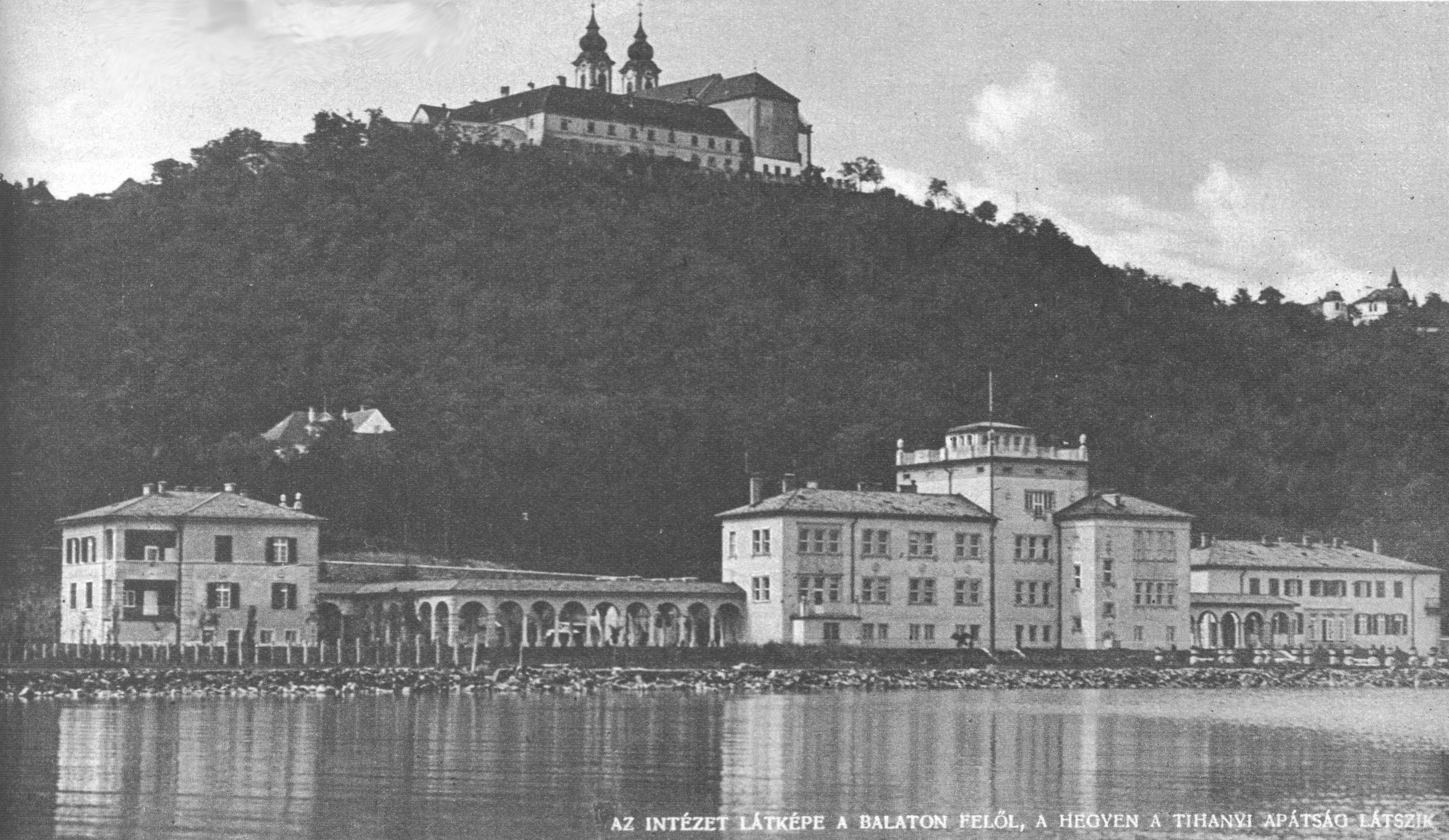
A Tihanyi apátsági templom magasan a Magyar Biológiai Kutatóintézetet épülete felett (1927)

1786-ban II. József császár a bencés rendet is feloszlatta. A szerzeteseknek el kellett hagyniuk kolostorukat, csak egyetlen szerzetes maradhatott, aki ellátta a plébániai feladatokat. A rend tagjai 1802-ben térhettek vissza Tihanyba, csakúgy, mint Pannonhalmára. 1889-ben a templom nagy felújításakor elhatározták, hogy terét falképekkel is díszítik. A kor három jeles festőjét, Deák-Ébner Lajost, Lotz Károlyt és Székely Bertalant bízták meg egy-egy boltmező kifestésével.

### A szerzetesrend feloszlatása és újjászerveződése
1950-ben, a szerzetesrendek állami feloszlatása következtében ismét el kellett hagyniuk a bencéseknek a monostort. A plébánia megmaradt, a monostor előbb szociális otthon lett, később pedig múzeum költözött bele.
A bencések 1990-ben térhettek vissza Tihanyba, de a kolostoregyüttest csak 1994-ben kapták vissza az államtól. A templombelső (falképek, oltárok) restaurálása 1992-1996 között történt meg. 1996-ban megkezdődhetett a monostor teljes felújítása is, ami 1995-től otthona egy élő szerzetesi közösségnek. Dr. Korzenszky Richárd perjel 1995-ben került a monostor élére. Vezetése alatt az apátság szellemi és spirituális központtá vált. 1709 után több mint háromszáz év elteltével újra szerzetesi fogadalmat tettek Tihanyban.

## Az apátság napjainkban
A Tihanyi Bencés Apátság 2012. május 31-től a Magyar Bencés Kongregáció önálló perjelségeként (prioratus conventualis) működik. 2018-tól a monostor elöljárója Mihályi Norbert Jeromos perjel. A monostorban tíz szerzetes él, akik ellátják Tihany község és több környékbeli település, valamint a balatonfüredi kerektemplom lelkipásztori szolgálatát, továbbá vendégfogadással, lelkigyakorlatok és kulturális programok szervezésével foglalkoznak.
2012. szeptember 1-től a település iskolájának, Bencés Apátság Illyés Gyula Általános és Alapfokú Művészeti Iskolája néven az iskola fenntartója az apátság.

## Az épületegyüttes
A barokk monostorban, a szerzetesi élettel összhangban, egyszerű cellákat alakítottak ki. Reprezentatív megformálású volt a déli szárny földszintjén a refektórium (szerzetesi ebédlő), és az emeleten a könyvtár. A refektórium boltozatát stukkó keretbe foglalt falképekkel díszítették, amelyek bencés rendi és Árpád-házi szenteket és magyarországi uralkodókat ábrázoltak. A könyvtár 18. századi berendezését az 1786-os feloszlatáskor eladták, könyvei az 1950-es feloszlatás után tűntek el.
Az északnyugati toronyban van a templom 1670 kg-os nagyharangja, amely a Balatonfüredi járásban is a legnagyobb. A délkeleti toronyban a 431 kg-os középső és a 227 kg tömegű legkisebb harang van, utóbbi villamosítása ellenére sincs rendszeres használatban.[forrás?]
Az első világháborúban két harangja volt, ezeket elvitték. A harangjai a délkeleti toronyban voltak elhelyezve.
A második világháború idején négy harangja volt, melyek közül szintén hármat elvittek hadi célokra.
Történelme során többször is átesett kisebb-nagyobb felújításokon, a legutóbbi, a templomot is érintő, teljes körű felújítás 2024-ben fejeződött be.

## Régi mondások a templomról
- A tihanyi apátsági templomról szól az alábbi, valahol a Balaton-felvidéken gyűjtött tréfás népi mondás: „Mér’ építették a tihanyi templomot dombtetőre? Pénzér’.”[8]

## Galéria

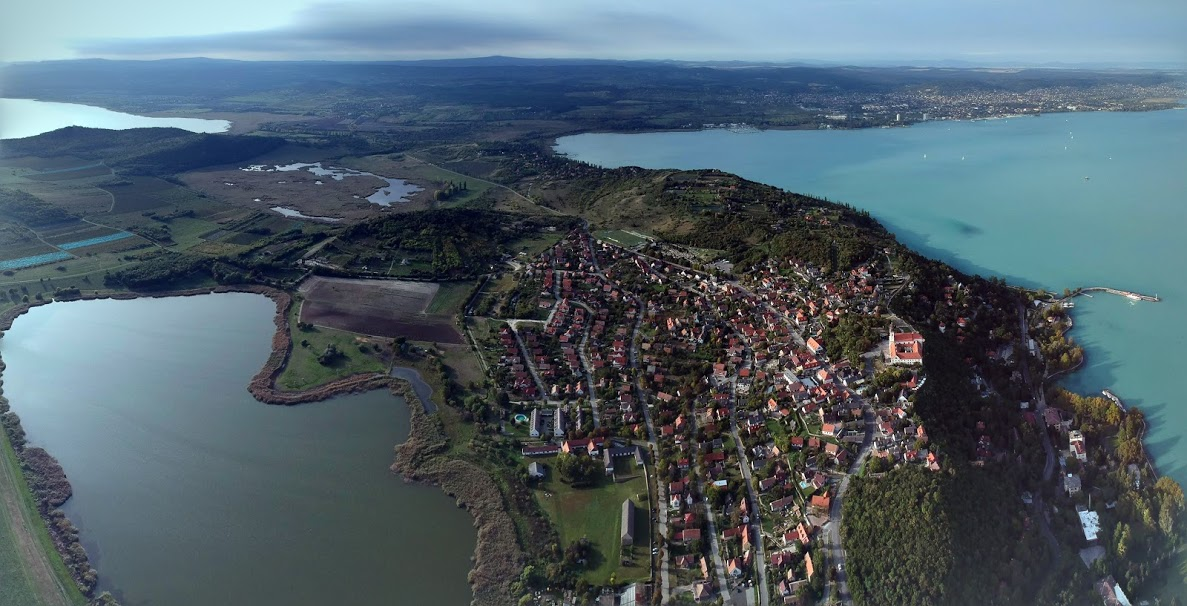
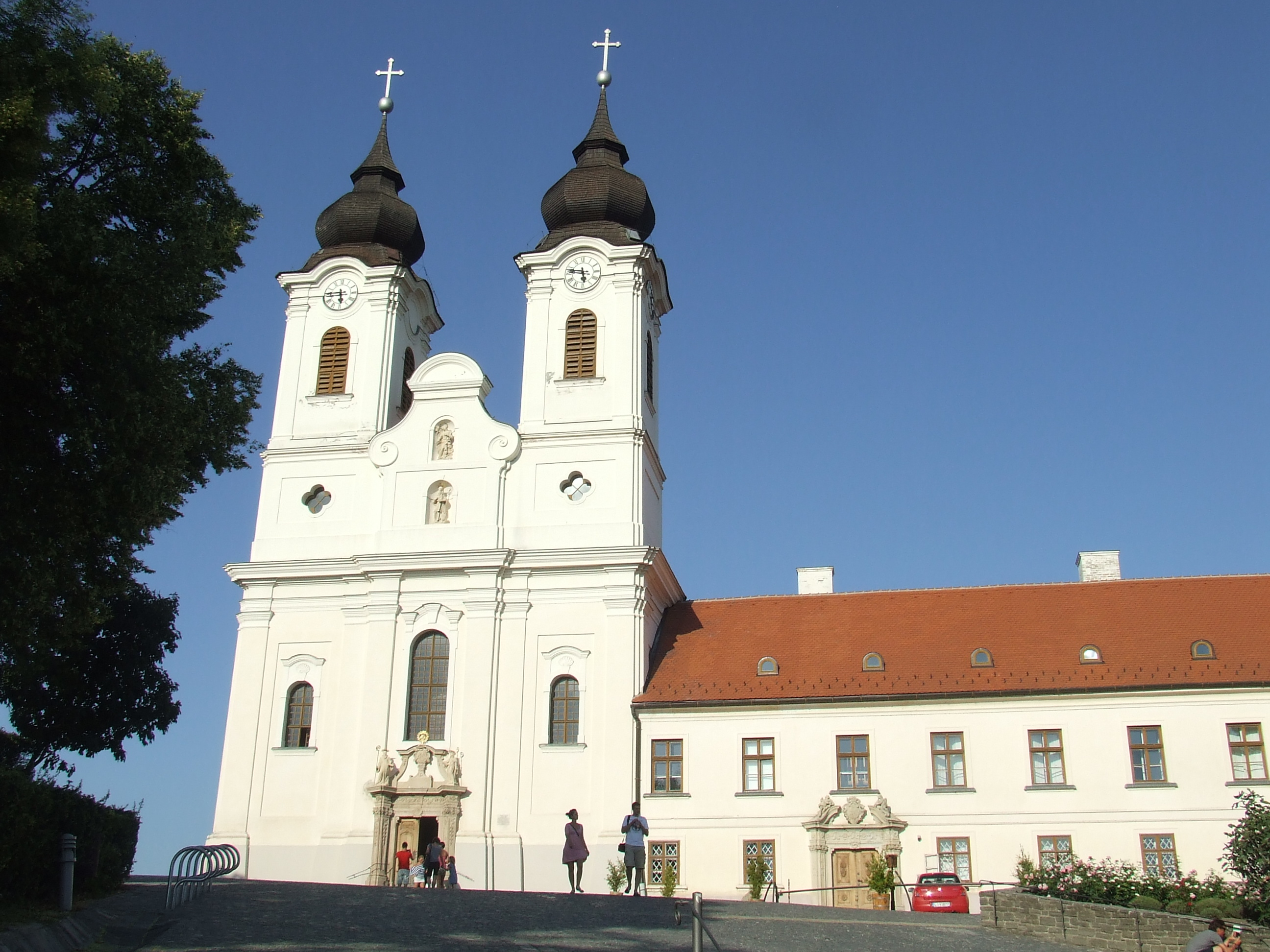
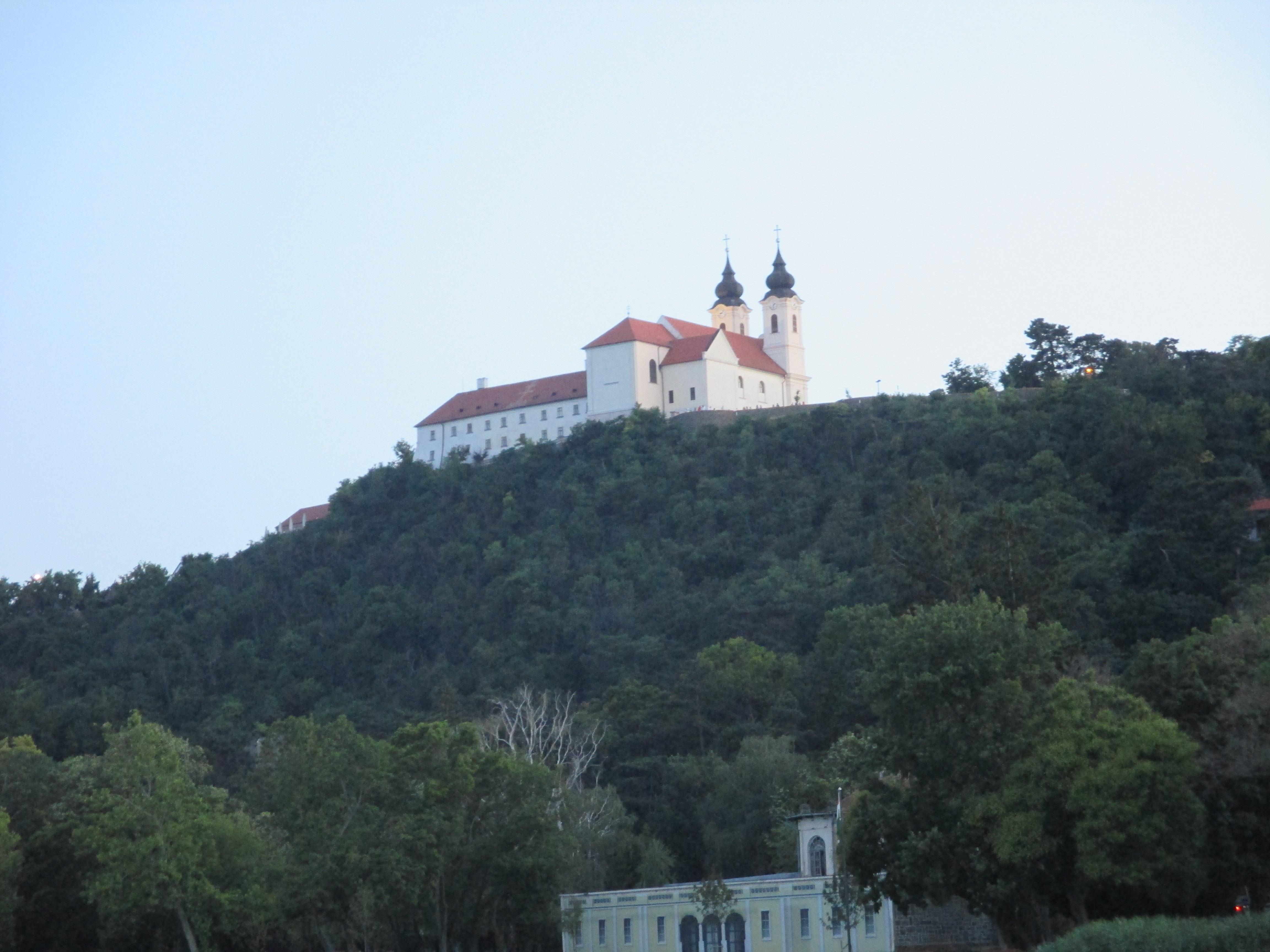
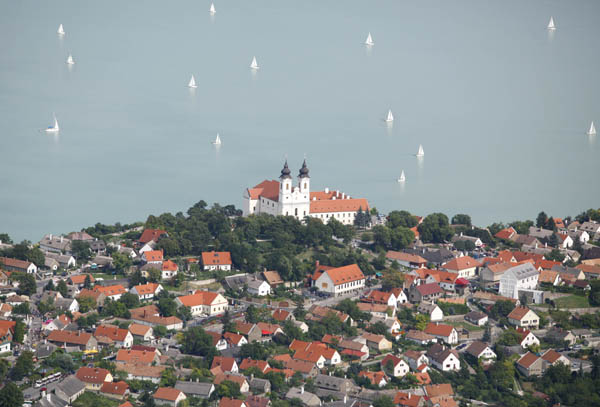
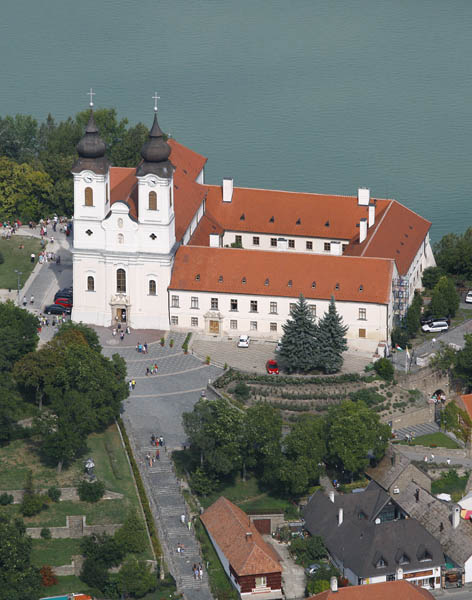
Az apátság madártávlatból
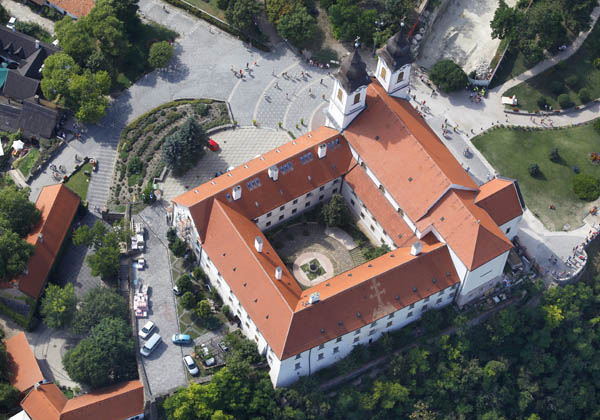
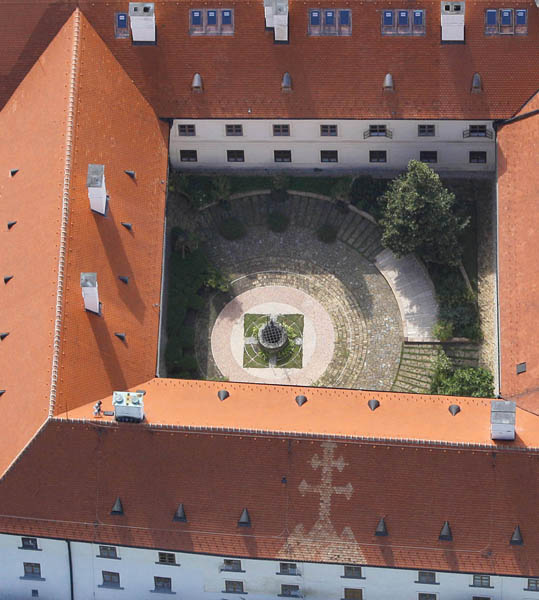
A kolostor udvara
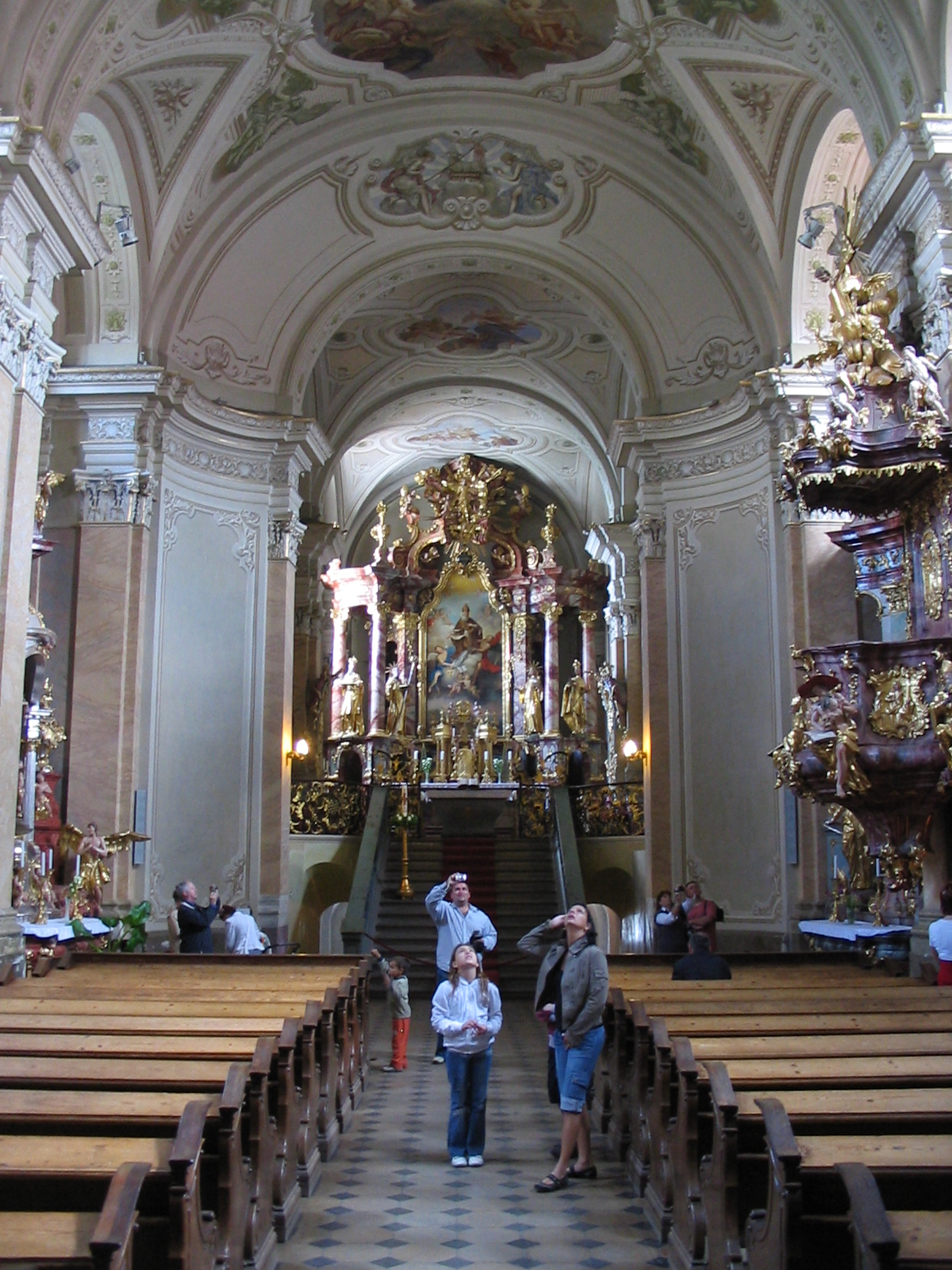
A templom belső tere
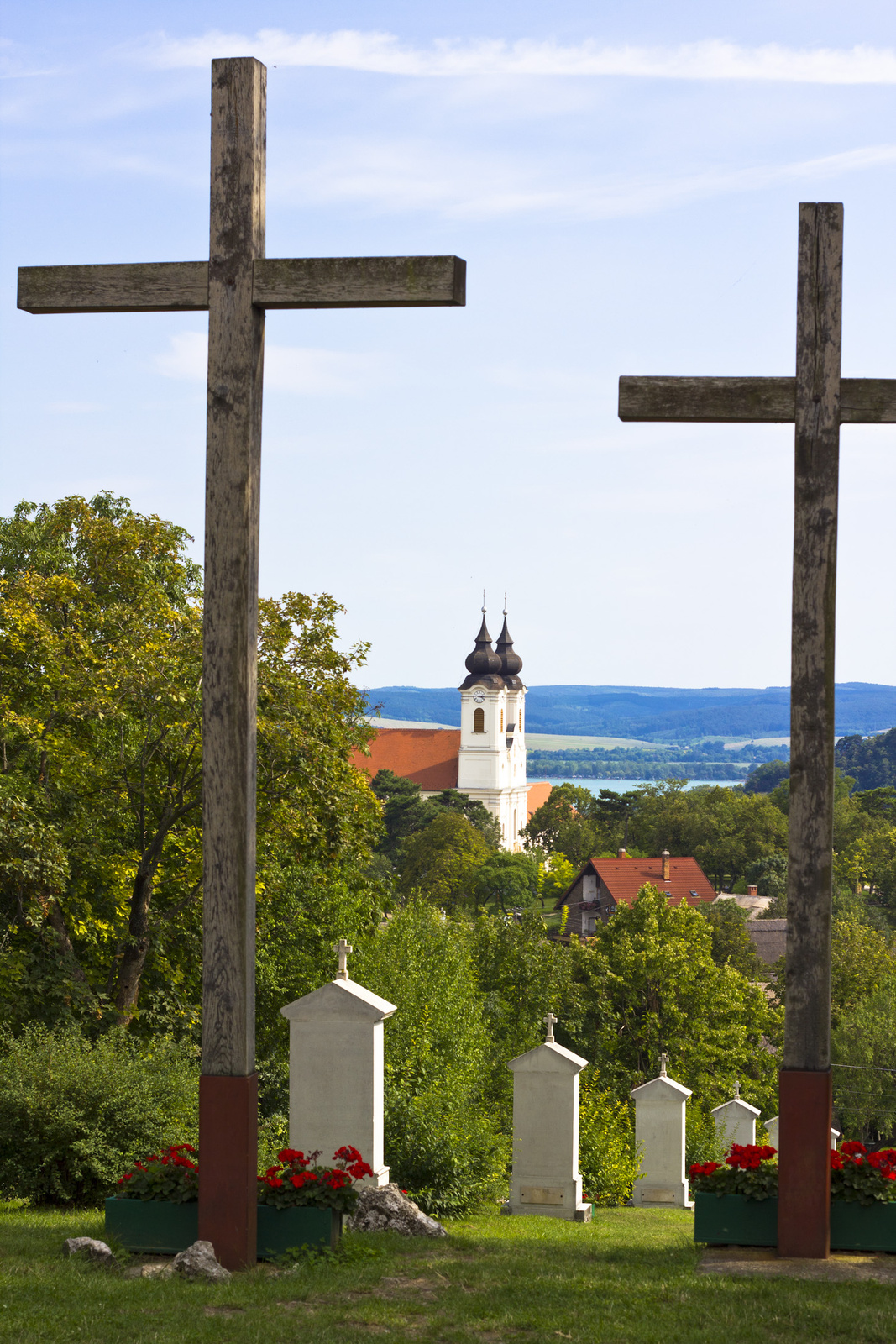
Az apátsági templom a tihanyi kálvária felől